# Sungai Udang
Sungai Udang (en malayo: Sungai Udang) es una localidad de Malasia, en el estado de Malaca.
Se encuentra a 22 m sobre el nivel del mar. 

## Demografía
Según estimación 2010 contaba con 27469 habitantes.